# Дондыгул
Дондыгул (каз. Дондығұл) — горная вершина в Улытауском районе Улытауской области Казахстана. Высшая точка хребта Арганаты, расположена в его центральной части примерно в 12 км к западу от озера Баракколь. Высота вершины достигает 757 м. Сформировалась в период архея и протерозоя. На склонах горы берут начало притоки реки Кара-Тургай.